# Veias uterinas

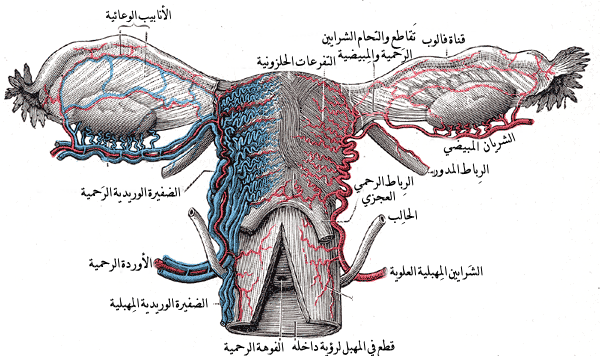
Veias uterinas

As veias uterinas são veias da pelve.